# Olshammarsgården

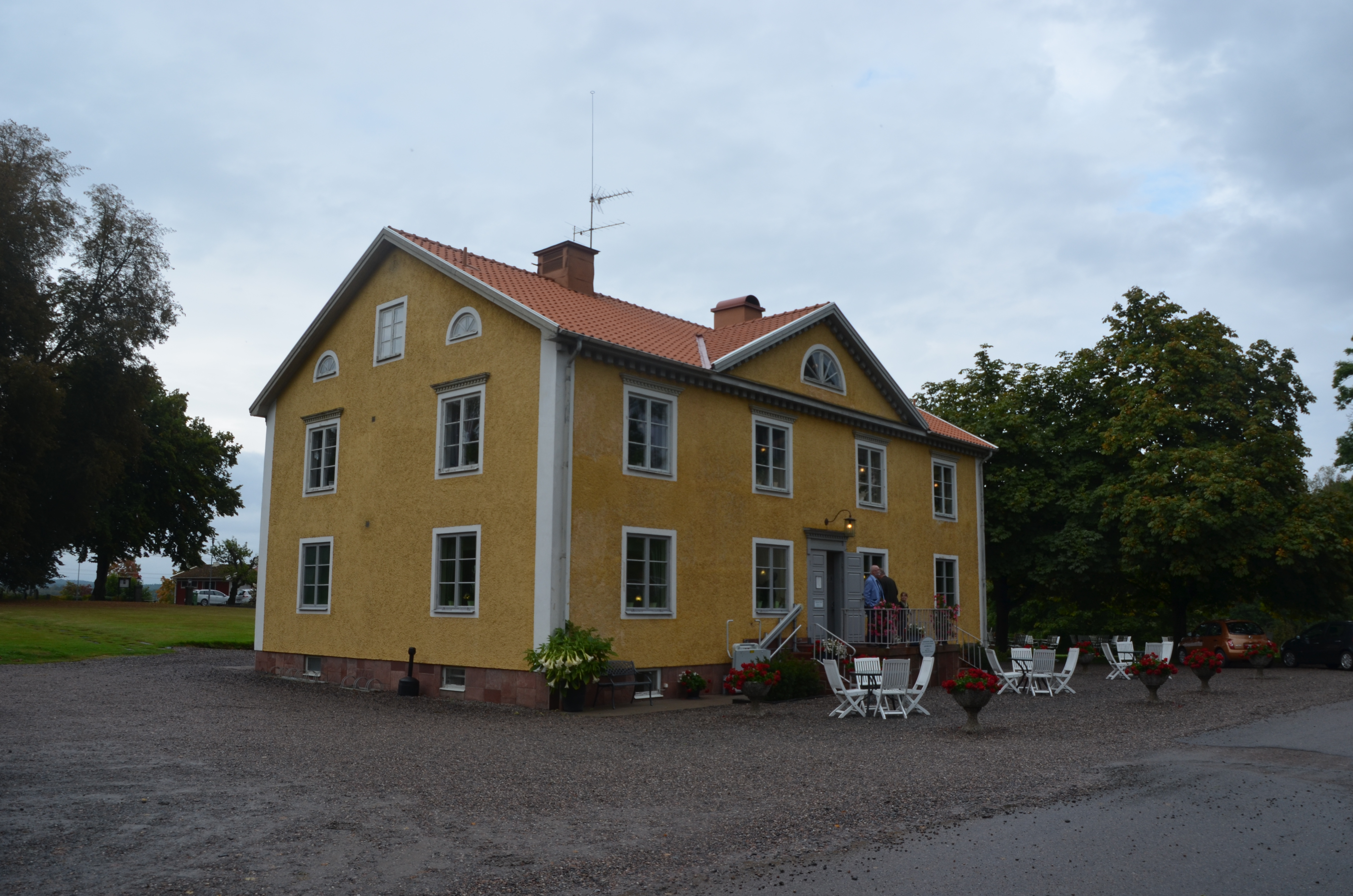
Huvudbyggnaden

Olshammarsgården, tidigare bara Olshammar, är en herrgård belägen i Hammars socken, Närke, med utsikt över Vättern. Gården är mest känd som Verner von Heidenstams barndomshem. 

## Huvudbyggnaden
Herrgårdens huvudbyggnad uppfördes 1822 av Carl Rüttersköld, Verner von Heidenstams morfar. 1892 bodde Heidenstam sista gången i stora huset. Under sin ålderdom på 1920- och 30-talen besökte han ofta sitt barndomshem. Huvudbyggnaden renoverades och byggdes delvis om 1950. Då återställdes den ursprungliga putsfasaden, efter att byggnaden sedan sekelskiftet 1900 varit rödfärgad och använd som arbetarbostad. I samband med renoveringen fick huset namnet Olshammarsgården. Olshammarsgården ägs idag av en stiftelse och är en kombinerad bygdegård och värdshus med sitt julbord som sin främsta inkomstkälla. I Olshammarsgården är Verner von Heidenstams födelserum återställt med möbler och även ett dörrfoder där såväl Heidenstam som andra familjemedlemmars längdutveckling finns markerad.

## Kring huvudbyggnaden
Bredvid Olshammarsgården finns Birgittakyrkan, på den plats där heliga Birgitta enligt svaga källor uppförde ett kapell på 1320-talet då maken Ulf Gudmarsson ägde Olshammar. Den nuvarande kyrkan uppfördes 1785 och har glasmålningar från ett tidigare 1600-talskapell. Verner von Heidenstam använde kyrkan som lekstuga och ristade in jordens mittpunkt i en tegelsten framför altaret.
I herrgårdsmiljön ingår även en reveterad köksflygel. Flygeln är enligt traditionen den gamla huvudbyggnaden på Edö säteri, vunnen som spelvinst. En parstuga från 1700-talets början tjänstgjorde före den nuvarande huvudbyggnaden som provisoriskt bostadshus åt ägarfamiljen. På gården förvaras ett solur i gjutjärn med ätten Hands vapensköld. Dessa ägde godset på 1600-talet. 
Birgittastenen, söder om kyrkan, var enligt legender som Heidenstam hört som barn den sten från vilken heliga Birgitta besteg sin häst för ritt över Vätterns öppna vatten. Den är avbildad av Carl Milles på Folkungabrunnen vid Stora torget, Linköping. Vid Hindstorp, ett par kilometer söderut, står Birgittas lind. Där kastade hon enligt sägnen sitt ridspö och det slog rot. 
Bakom Olshammarsgården växer De tolv apostlarna. Det är en berså av tolv  lindar som planterades cirka 1820. Heidenstam har berättat hur han gömde sig där när prins August kom på besök.

## I litteraturen
När kastanjerna blommade, Bonniers 1941, är Heidenstams postumt utgivna samlade minnen från Olshammar. Gården förekommer även i Hans Alienus samt i många av Heidenstams dikter, exempelvis som "gården, som sken fram bland höga träd". 